# MV Le Joola
Az MV Le Joola egy 2002. szeptember 26-án, Gambia partjainál elsüllyedt szenegáli komphajó. Balesetében több mint 1800 ember vesztette életét, ezzel a Le Joola elsüllyedése a második legnagyobb hajókatasztrófa békeidőben (az első az MV Doña Paz 1987-es pusztulása).

## Története
Az 1990-ben épített hajó maximum 536 ember befogadására volt képes, de aznap a becslések szerint mintegy kétezren utaztak rajta, az emberek közül 1300 potyautas volt, akik kabin híján az autók között vagy a nyílt fedélzeten aludtak. Emiatt a hajó nagyon instabillá vált. A hajó indulása után, éjjel 23 óra körül a komp viharba került. A túlterhelt hajót az erős szél és a hullámok felborították. Sok utas egyszerűen leesett a fedélzetről, de a legtöbben a hajó gyomrában rekedtek. A parti őrség hajói csak másnap reggelre érkeztek a helyszínre, addig a helyi halászok siettek a segítségükre. Mikor a mentőhajók odaértek, még sikoltozás és kiabálás hallatszott odabentről.
A Le Joola délutánra elsüllyedt. Összesen 1863-an haltak meg, és mindössze 64-en menekültek meg.

## Fordítás
- Ez a szócikk részben vagy egészben  a   MV Le Joola című angol Wikipédia-szócikk ezen változatának fordításán alapul.  Az eredeti cikk szerkesztőit annak laptörténete sorolja fel. Ez a jelzés csupán a megfogalmazás eredetét és a szerzői jogokat jelzi, nem szolgál a cikkben szereplő információk forrásmegjelöléseként.